# 2002年8月中国大陆

## 8月7日
- 北京大学山鹰社登山队5名队员在攀登岗彭庆峰（希夏邦马西峰）顶峰的过程中遭遇雪崩，5人全部遇难。

## 8月9日
- 8月9日至16日，物理學家史蒂芬·霍金到訪中國杭州，在浙江大学演讲，又到了西湖游览和逛了河坊街。

## 8月12日
- 2002式机动车号牌在北京、天津、杭州和深圳四城试点，后因“技术问题”暂停发放。

## 8月20日
- 第24届国际数学家大会在北京开幕。

## 8月27日
- 《江泽民论有中国特色社会主义》出版[1]。

## 8月29日
- 中华人民共和国第九届全国人民代表大会常务委员会第二十九次会议通过《中华人民共和国测绘法》修订案，中华人民共和国主席江泽民发布《中华人民共和国主席令》（第75号）将修订后的《中华人民共和国测绘法》公布，新法自2002年12月1日起施[2]。